# Sainte-Austreberthe (Seine-Maritime)
Sainte-Austreberthe é uma comuna francesa na região administrativa da Normandia, no departamento de Sena Marítimo. Estende-se por uma área de 6,13 km². Em 2010 a comuna tinha 611 habitantes (densidade: 99,7 hab./km²).